# Bahía de Gaspé
La Bahía de Gaspé (en francés: Baie de Gaspé) es un cuerpo de agua situado en la costa noreste de la Península de Gaspesia, en la provincia de Quebec, en el Golfo de San Lorenzo, al este de Canadá. La ciudad de Gaspé, en Quebec se encuentra en una parte de su costa sur, mientras que la mayor parte de su costa norte se encuentra en el Parque nacional de Forillon.

## Historia
La Bahía de Gaspé es el lugar donde Jacques Cartier tomó posesión de Nueva Francia (ahora parte de Canadá) en nombre de François I de Francia el 24 de julio de 1534, marcando el comienzo de la expansión ultramarina de Francia.
El general británico James Wolfe atacó la bahía en la Campaña del Golfo de San Lorenzo (1758), un año antes del asedio de Quebec.